# NGC 1478
NGC 1478 este o galaxie lenticulară situată în constelația Eridanul. A fost descoperită în 1886 de către Ormond Stone⁠(d).